# Jan-Heiner Tück
Jan-Heiner Tück (* 1967 in Emmerich, Niederrhein) ist ein deutscher katholischer Theologe und Hochschullehrer.

## Leben
Jan-Heiner Tück studierte nach dem Abitur am Collegium Augustinianum Gaesdonck von 1987 bis 1994 Katholische Theologie und Germanistik an den Universitäten in Tübingen und München. Anschließend wurde er bei Peter Hünermann in Tübingen zum Dr. theol. promoviert. Nach Tätigkeiten als wissenschaftlicher Assistent an der Universität Luzern und der Universität Freiburg sowie einer Gastprofessur an der Universität Wien habilitierte er sich 2007 an der Universität Freiburg und nahm danach Lehrstuhlvertretungen an den Universitäten in Osnabrück und Freiburg wahr.
In Freiburg wurde Tück 2009 zum außerplanmäßigen Professor ernannt, seit 2010 hat er eine Professur für Dogmatik und Dogmengeschichte (Institut für Systematische Theologie & Ethik) an der Katholisch-Theologischen Fakultät der Universität Wien inne.
Im Auftrag der Katholisch-Theologischen Fakultät der Universität veranstaltete er im Januar 2012 ein viel beachtetes Symposium „Erinnerung an die Zukunft – 50 Jahre Zweites Vatikanisches Konzil“, das die grundlegenden Weichenstellungen des Konzils vergegenwärtigen sollte. Wenig später vermittelte Tück im Streit um die österreichische Pfarrerinitiative, die einen öffentlichen „Aufruf zum Ungehorsam“ lanciert hatte. Zur Versachlichung der Debatte konnte er dadurch beitragen, dass er die beiden Hauptakteure, Kardinal Christoph Schönborn und Helmut Schüller, den Obmann der Pfarrerinitiative, zur Mitwirkung an einem gemeinsamen Buchprojekt gewann. Das Buch, das die Thesen der Pfarrerinitiative kritisch diskutiert, ist unter dem Titel „Risse im Fundament? Der Streit um die Pfarrerinitiative“ erschienen. Nach Symposien zum Werk Paul Celans, Peter Handkes und Arnold Stadlers initiierte Tück im Frühjahr 2016 die Poetikdozentur „Literatur und Religion“ an der Universität Wien. Deren Absicht besteht darin, die Präsenz religiöser Motive in der Gegenwartsliteratur sichtbar zu machen und das Gespräch zwischen Theologie und Literaturwissenschaft zu fördern. Bislang waren bei der Poetikdozentur Thomas Hürlimann, Sibylle Lewitscharoff, Nora Gomringer, Alois Brandstetter, Christian Lehnert und Martin Mosebach zu Gast. 
Seit 1999 schreibt Tück in der Neuen Zürcher Zeitung und nimmt dort immer wieder zu kirchlichen Vorgängen oder religionspolitisch brisanten Fragen Stellung. So warnte er wiederholt davor, die traditionalistische Piusbruderschaft ohne Vorbedingung in die volle Gemeinschaft der katholischen Kirche zurückzuführen. Auch widersprach er der Tendenz, dschihadistische Selbstmordattentäter als Märtyrer zu bezeichnen, und erinnerte daran, dass für den Begriff des Märtyrers in der jüdisch-christlichen Tradition die Semantik der Gewaltlosigkeit kennzeichnend ist. Schließlich kritisierte er den Vorsitzenden der Deutschen Bischofskonferenz, Reinhard Kardinal Marx, und den Ratsvorsitzenden der Evangelischen Kirche, Landesbischof Heinrich Bedform-Strohm, weil diese bei einer gemeinsamen Pilgerreise ins Heilige Land auf dem Jerusalemer Tempelberg in Anwesenheit von Scheich Omar Awadallah Kiswani ihr Brustkreuz abgelegt hatten.
Im Oktober 2019 bewertete Tück die Amazonassynode als hochinnovativ und der Papst sei nunmehr in Zugzwang. „Will er nicht als Papst der Ankündigungen in die Geschichte eingehen“, müsse er wohl den Weg für die Weihe verheirateter „bewährter Männer“ freimachen.
Tück ist seit 2002 Redaktionsmitglied, seit 2007 Schriftleiter der Internationalen Katholischen Zeitschrift Communio, wo er selbst regelmäßig crossmedial, teilweise auch in englischer Übersetzung publiziert. Er gilt als „ein exzellenter Ratzinger-Spezialist“.
Tück ist verheiratet und Vater von vier Kindern.

## Veröffentlichungen (Auswahl)
- Christologie und Theodizee bei Johann Baptist Metz. Ambivalenz der Neuzeit im Licht der Gottesfrage. Paderborn u. a.: Schöningh 1999, ISBN 3-506-79160-5. Um ein Nachwort erweiterte, durchgesehene Neuauflage, ebd. 2001, ISBN 978-3-506-79160-3.
- „Gelobt seist du, Niemand“. Paul Celans Dichtung – eine theologische Provokation. Frankfurt am Main: Josef Knecht 2000, ISBN 3-7820-0847-2.
- mit Helmut Hoping (Hrsg.): Die anstößige Wahrheit des Glaubens. Zum theologischen Profil Joseph Ratzingers. Freiburg i. Br., Basel u. Wien: Herder 2005.
- mit Magnus Striet (Hrsg.): Die Kunst Gottes verstehen. Hans Urs von Balthasars theologische Provokationen. Mit einem Geleitwort von Karl Kardinal Lehmann. Freiburg i. Br., Basel u. Wien: Herder 2005.
- mit Helmut Hoping (Hrsg.): Streitfall Christologie. Vergewisserungen nach der Shoah (= Quaestiones disputatae. 214) Freiburg i. Br., Basel u. Wien: Herder 2005.
- (Hrsg.): Annäherungen an „Jesus von Nazareth“. Das Buch des Papstes in der Diskussion. Matthias-Grünewald-Verlag, Ostfildern 2007, ISBN 978-3-7867-2696-8.
- (Hrsg.): Römisches Monopol? Der Streit um die Einheit der Kirche. Freiburg i. Br., Basel u. Wien: Herder 2008, ISBN 978-3-451-29854-7.
- Gabe der Gegenwart. Theologie und Dichtung der Eucharistie bei Thomas von Aquin. Freiburg, Basel u. Wien: Herder 2009, ISBN 978-3-451-29887-5.
- Jesus Christus in Geschichte und Gegenwart. Ein dogmatischer Entwurf. In: Gerhard Hotze, Tobias Nicklas, Markus Tomberg u. Jan-Heiner Tück (Hrsg.): Jesus begegnen. Christologie (= Theologische Module. 3). Freiburg, Basel u. Wien: Herder 2009, ISBN 978-3-451-29662-8.
- Hintergrundgeräusche. Liebe, Tod und Trauer in der Gegenwartsliteratur. Ostfildern: Matthias-Grünewald-Verlag 2010, ISBN 978-3-7867-2837-5.
- (Hrsg.): Erinnerung an die Zukunft. Das Zweite Vatikanische Konzil. Herder Verlag, Freiburg i. Br. 2012, 2. erweiterte Auflage 2013, ISBN 978-3-451-32568-7
- (Hrsg.): Was fehlt, wenn Gott fehlt? Martin Walser über Rechtfertigung – theologische Erwiderungen. Verlag Herder, 2013, ISBN 978-3-451-32658-5.
- mit Andreas Bieringer (Hrsg.): „Verwandeln allein durch Erzählen“. Peter Handke im Spannungsfeld vom Theologie und Literaturwissenschaft. Verlag Herder. Freiburg i.Br. 2014, ISBN 978-3-451-32673-8.
- (Hrsg.): Monotheismus unter Gewaltverdacht. Zum Gespräch mit Jan Assmann. Herder Verlag. Freiburg i. Br. 2015, ISBN 978-3-451-32782-7.
- (Hrsg.): Sterben für Gott – Töten für Gott? Religion, Martyrium und Gewalt. Herder Verlag. Freiburg i. Br. 2015, ISBN 978-3-451-34264-6.
- Gottes Augapfel. Bruchstücke zu einer Theologie nach Auschwitz. Herder Verlag. Freiburg i. Br. 2016, 2. um ein Nachwort erweiterte Auflage 2016, ISBN 978-3-451-32973-9.
- mit Rudolf Langthaler (Hrsg.): Es strebe ein jeder von euch um die Wette. Lessings Ringparabal – ein Paradigma für die Verständigung der Religionen heute? (u. a. mit Beiträgen von Jan Assmann, Micha Brumlik, Marc Föcking, Reinhold Grimm, Ahmad M. Karimi, Karl-Josef Kuschel, Christoph Schulte, Friedrich Vollhardt), Freiburg i. Br. 2016, ISBN 978-3-451-34924-9.
- (Hrsg.):  „Der große Niemand“. Religiöse Motive im Werk von Thomas Hürlimann. Herder Verlag Freiburg i. Br. 2018, ISBN 978-3-451-38183-6
- (Hrsg.):  „Feuerschlag des Himmels“. Gespräche im Zwischenraum von Literatur und Religion. (= Poetikdozentur Literatur und Religion. 3). Herder, Freiburg i. Br. 2018, ISBN 978-3-451-38184-3.
- Crux. Über die Anstößigkeit des Kreuzes. Herder, Freiburg 2023. ISBN 978-3-451-39197-2.